# Théâtre de Plaisance
Le théâtre de Plaisance est une salle de spectacles créée en 1962 au 111, rue du Château, dans le 14e arrondissement de Paris, et disparue en 1986. 

## Historique
Fondé par le metteur en scène d'avant-garde Jean-Jacques Aslanian, il accueille dans les années 1960 les soirées poético-musicales de la poétesse Eve Griliquez.
Pour Jean-Michel Ribes qui y a fait ses débuts, aux côtés de Roland Topor, Jérôme Savary et Copi,  c'était « une salle pourrie où se réfugiaient les exclus, ceux qui refusaient de se plier au “totalitarisme” brechtien ».

## Programmation
- 1963 : La Farce de Vahé Katcha, mise en scène Jean-Jacques Aslanian
- 1964 : Une saga de Hjalmar Bergman, mise en scène Daniel Postal
- 1964 : Vénus ou L'Amour forcé de Pol Gaillard, mise en scène Jean-Jacques Aslanian
- 1966 : Deirdre des Douleurs de J.-M. Synge, mise en scène Michel Hermon
- 1969 : Le Matin rouge de Jean-Pierre Bisson[4]
- 1969: L'Alchimiste de Ben Johnson, mise en scène Jean-Michel Ribes
- 1970 : Ubu roi d'Alfred Jarry
- 1971 : Il faut que le sycomore coule de Jean-Michel Ribes[5]
- 1972 : Et moi qui dirai tout suivi de Le Diable de Rita Renoir et Jean-Pierre George[6]
- 1976 : La Reine de la nuit de Christian Giudicelli, mise en scène Gérard Caillaud
- 1977 : Adieu Supermac de Christopher Frank, mise en scène de l'auteur
- 1978 : Tête de Méduse de Boris Vian, mise en scène Gérard Caillaud[7]
- 1979 : Les Retrouvailles d'Arthur Adamov, mise en scène Louis Castel
- 1980 : Les Jaloux d'Anca Visdei, mise en scène Gérard Caillaud
- 1980   : Pour ceux qui rêvent de Joseph Reis, mise en scène Françoise Lieury
- 1981 : Frère et Sœur d'Olivier Morens, mise en scène Hubert Colas
- 1981 : Des oiseaux par les yeux d'Edilio Pena, mise en scène André Cazalas